# チサン イン 名古屋
チサン イン 名古屋（チサン イン なごや）は、愛知県名古屋市中村区の名古屋駅太閤口近くに所在するビジネスホテルである。円筒形の独特な構造で知られる。

## 建築
1973年、地産グループ初のビジネスホテルとして「チサンホテル名古屋」の名称で開業した。2004年10月30日に、名称を「チサン イン 名古屋」に改めるとともに黄色を基調とした外観にするなどのリニューアルが行われた。改装当初はシングルルーム339室、ツインルーム40室の計379室であったが現在は客室数375室、宿泊定員424名で営業している。
地上10階建ての円筒形建築物であり、各フロアの外周に沿うように客室が並ぶ。同心円状に廊下があり、その内側には吹き抜けとそれに面した客室、エレベーター、自動販売機スペースと二つの螺旋階段がある。敷地が三角形に近い形状で、客室数が多く採れること、床面積が最小となること、建築構造設計上も安定しており、避難計画上もあらゆる場面で二方向避難が可能となることから、このような円筒形の形状が採用された。10階には大浴場が設けられていたが、現在は使用されていない。1階にはニッポンレンタカーの営業所が開設されている。2017年11月には、名古屋市主催の文化イベントで見学会が開催された。外壁の色と外側の形状から「とうもろこしホテル」と呼ばれることもある。

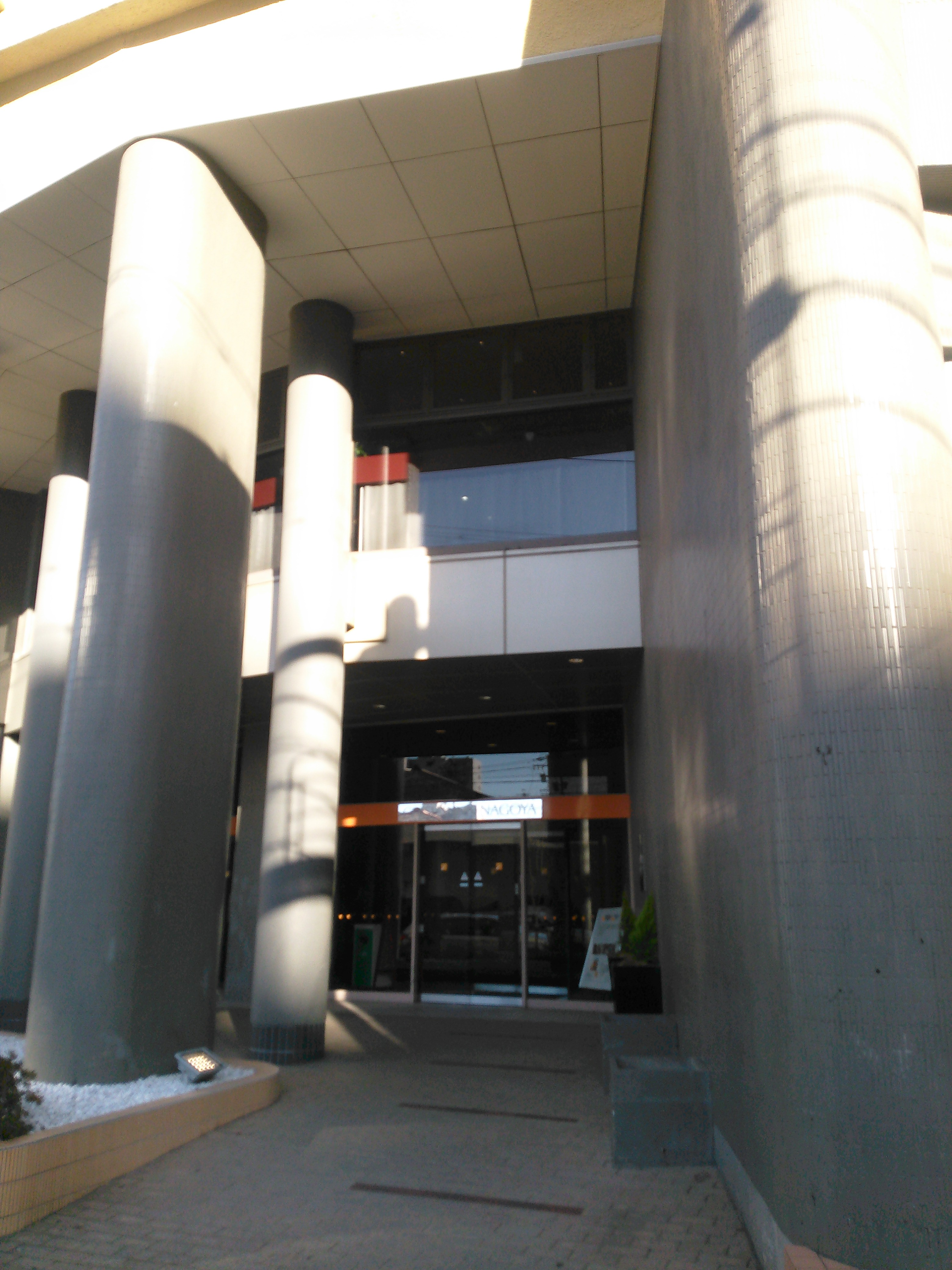
エントランス
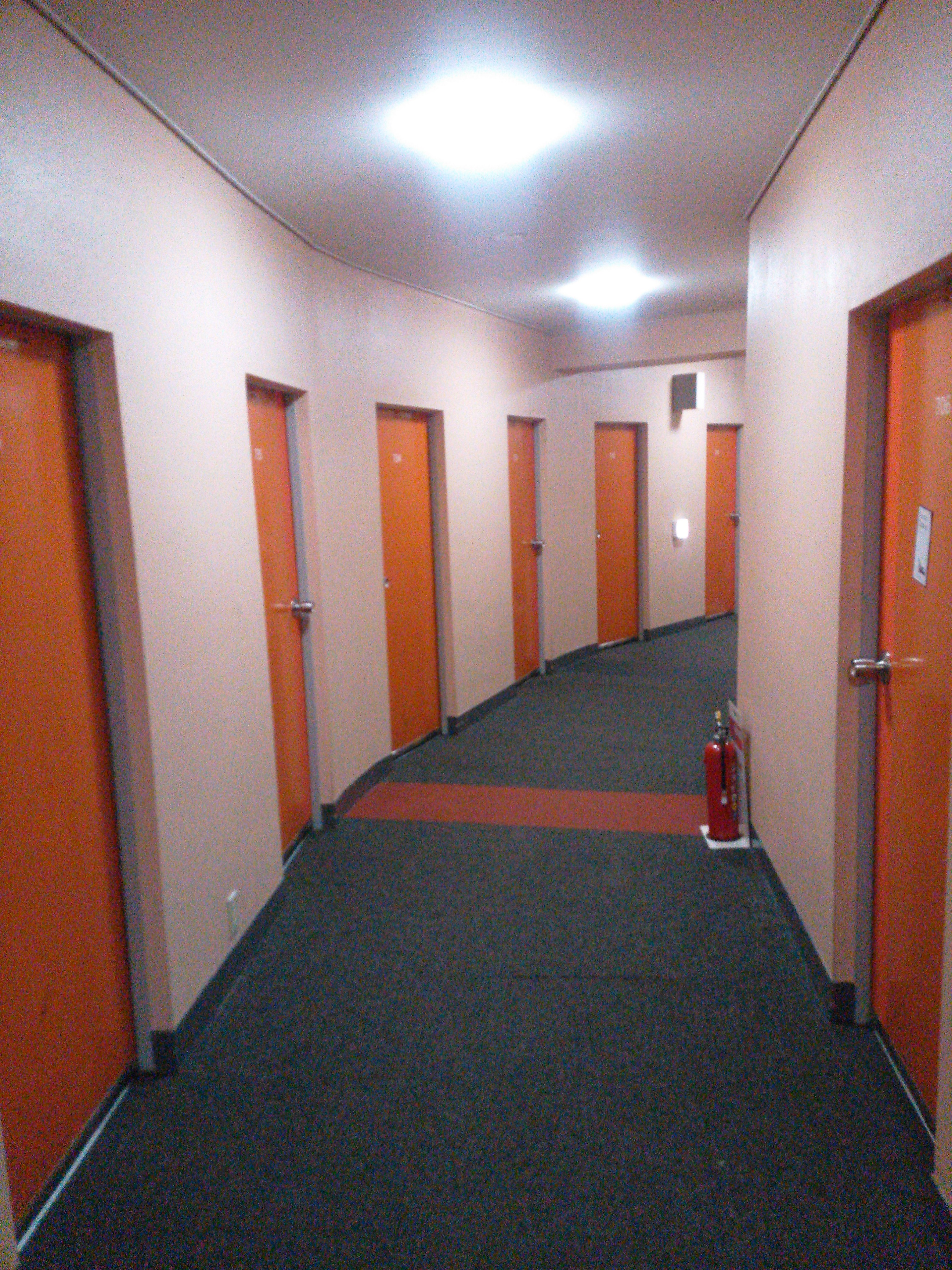
円周状の廊下の外側と内側一部に客室が配置されている。
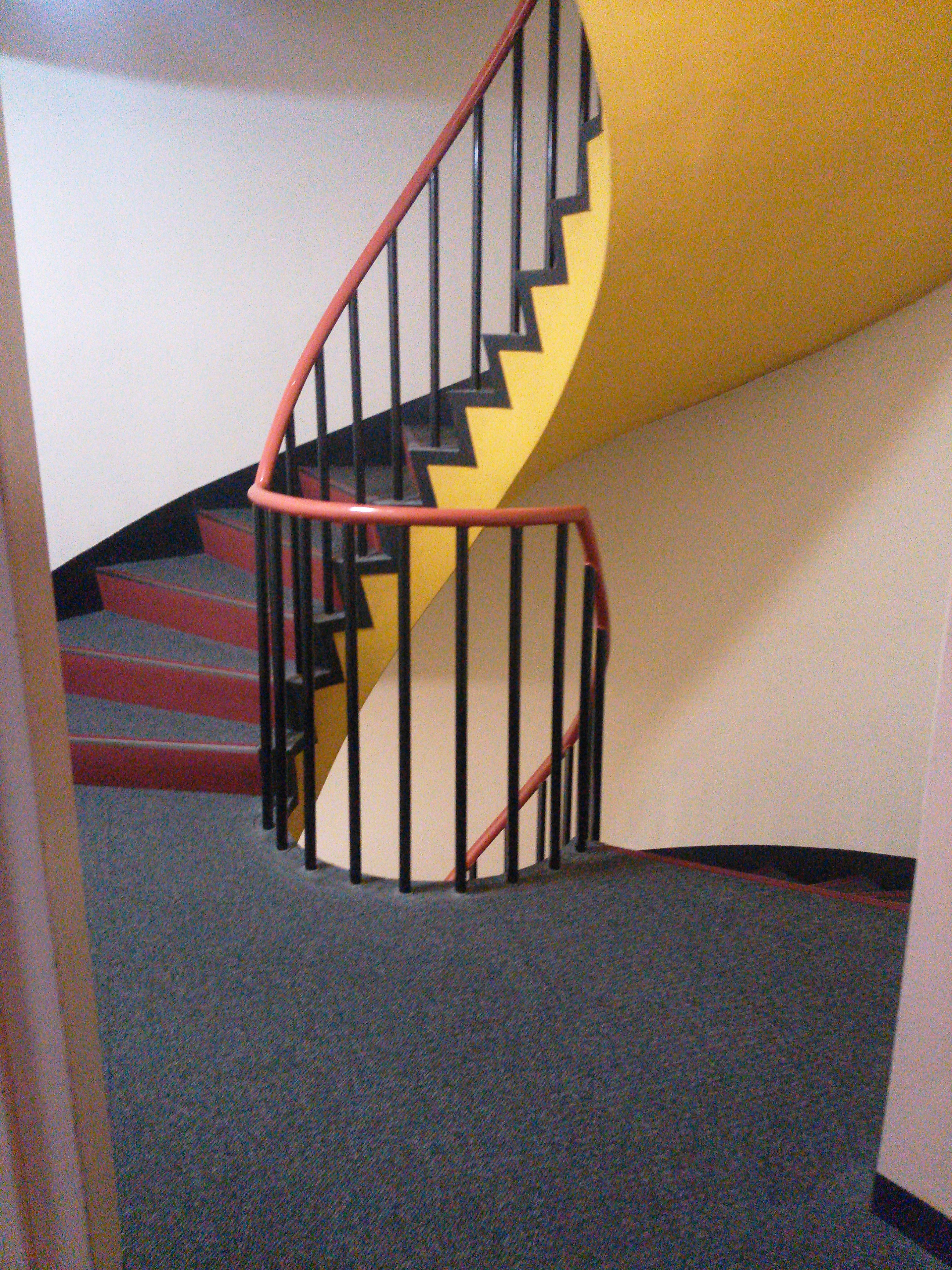
特徴的な螺旋階段
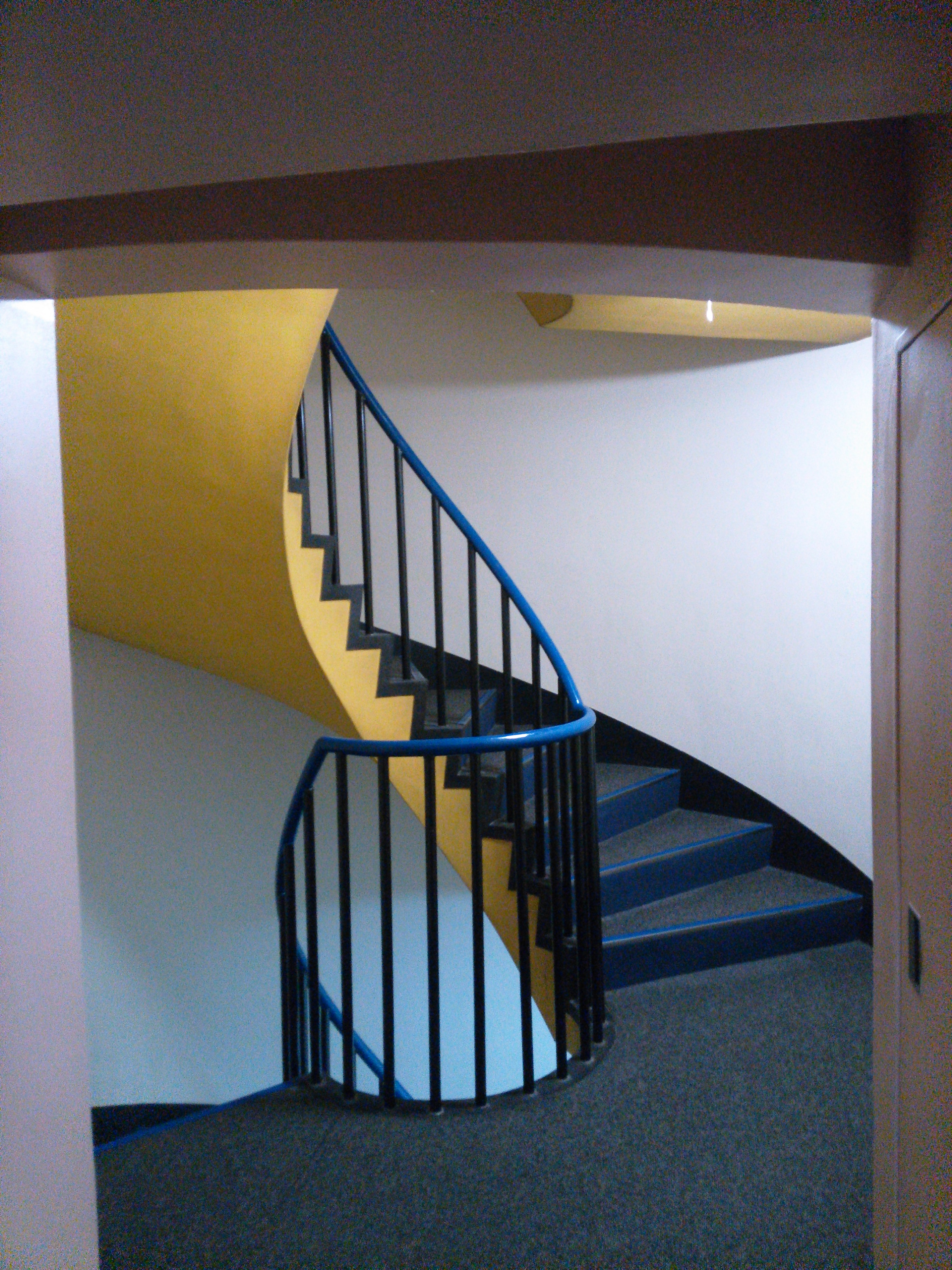
螺旋階段は2本あり、手すりの色と螺旋の向きが異なる。
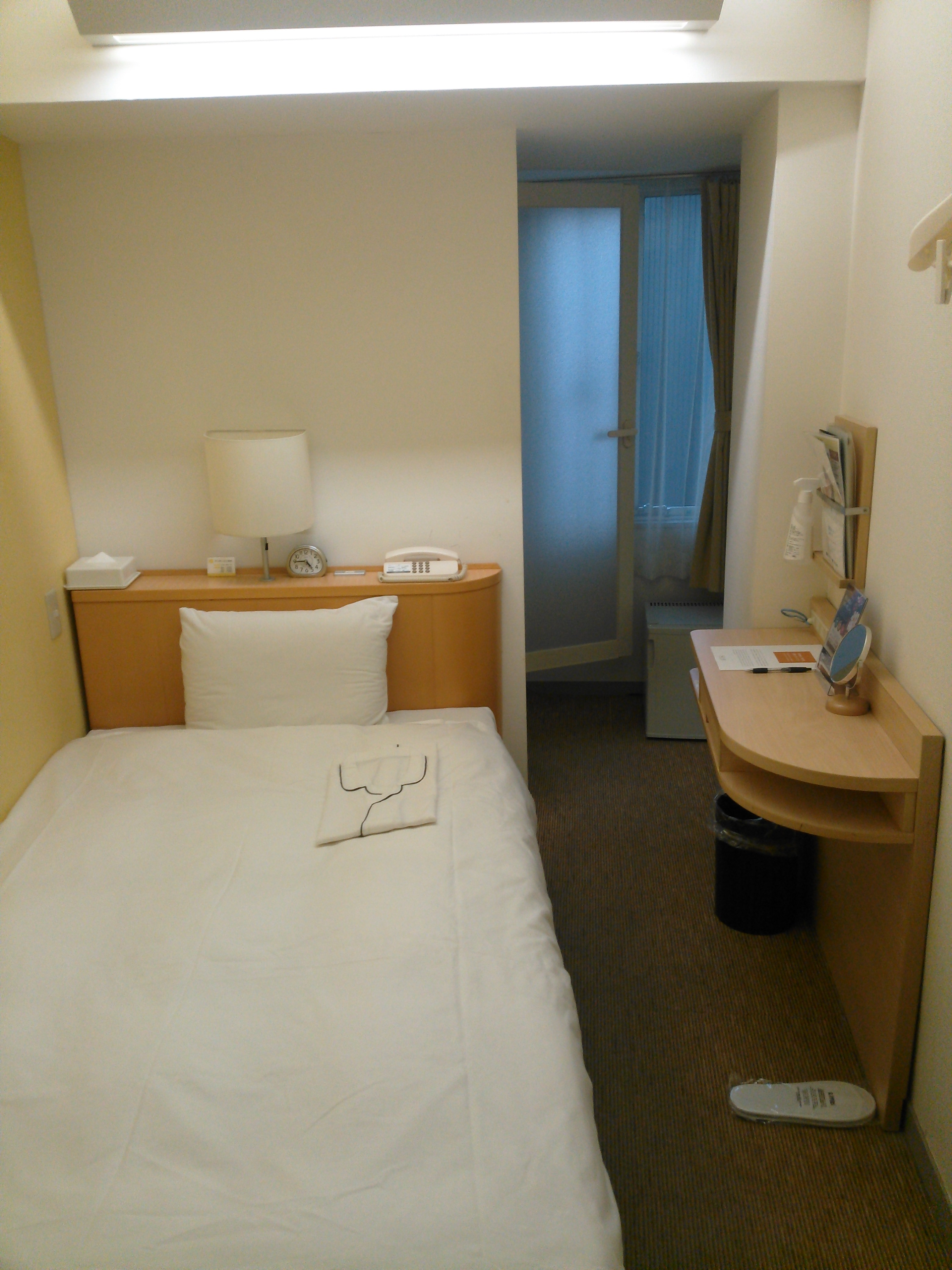
シングルルーム。外周側（画面奥）がやや広い、台形に近い形状。